# Гардвейпор
Гардвейпор (англ. hadrvapour) — мікронапрямок у музиці, який виник в Інтернеті шляхом відокремлення від вейпорвейву наприкінці 2015 року, виходячи зі спокійного, muzak-семплованого концепту капіталістичної утопії з додаванням ґеберового та панкового звучань. Канадський музичний продюсер Wolfenstein OS X з його альбомом End of World Rave (2015) та лейбл Antifur визнані початківцями жанру.

## Історія
29 листопада 2015, канадський vaporwave продюсер Wolfenstein OS X випустив End of World Rave, найперший значний гардвейпор альбом, на Bandcamp'овому лейблі Dream Catalogue. Альбом містив музику, яка навмисно відрізнялася від тих аспектів, з яким зазвичай асоціюється звук вейпорвейву. У грудні 2015, Wolfenstein OS X створив Antifur, лейбл, який випустив згодом багато інших гардвейпор альбомів; на початку діяльності лейблу, Wolfenstein OS X працював під монікером Владик Предович, українця з поганою англійською. Засновник лейблу HVRF Central Command згодом зазначив:
Восени 2015 року в Wolfenstein OS X ці східноєвропейські бешкетники надихнулися тим, наскільки "панковим" може бути розміщення вашої музики на Bandcamp — особливо всі ці вигадані псевдоніми vaporwave, — але ці діти ненавиділи все сповільнене лайно і вважали, що це "для сцикунів", тож вони запустили HARDVAPOUR.
9 грудня 2015, продюсер Hong Kong Express, під аліасом Sandtimer, випустив альбом Vaporwave Is Dead також на лейблі Dream Catalogue, що оголошував про "смерть" вейпорвейву та початок "нової ери." Альбом містив рядок з текстом англійською, “Тепер, на початку кінця світу, вейпорвейв помер. Відтепер лише існуватиме… гардвейпор”.

## Музична характеристика
Основні елементи включають велике використання синтезаторів, запрограмованих барабанів, швидкого темпу та надиханням acid house, big beat, broken beat, габбер, speedcore, noise music, hard techno, industrial techno, hardstyle та drum 'n' bass. 56-пісенна збірка Hardvapour., який створив DJ VLAD, видано за допомогою Antifur на їхній сторінці Bandcamp, містить елементи з багатьох музичних напрямків, а саме техно, індастріал та trap.
Hacking For Freedom, черговий альбом Wolfenstein OS X, який було видано під псевдонімом Flash Kostivich, був охарактеризований журналістом Меттом Брумфілдом "унікальне звукове місце десь поміж компіляцій Clicks and Cuts та саундтреку Ghost in the Shell".

## Субкультурна ідентичність
На естетику гардвейпору вплинувала культура Східної Європи та деякі з продюсерів можливо походять з країн Східної Європи; J-card з компіляції Hardvapour. зазначає що приблизно четверта частина включених та залучених продюсерів мешкають у Російській Федерації, Україні та Хорватії. Інші продюсери, як Flash, DJ Alina й Krokodil Hunter хибно затвердили себе українцями та росіянами. Щодо цього німецький критик Єнс Бальцер додав, що це додає незвичності для Гардвейпор сцени.
Wolfenstein OS X також зазначив що одна з основних цілей гардвейпору була "глобалізація" та демострація справжніх жорстоких культур не тільки у Східній Європі, а й серед інших країн та націй. Для розрізнення ідентичності руху вейпорвейву та гардвейпору Wolfenstein OS X заявив: "Проблема [вейпорвейву] виходить з іронії, яка не має сенсу. Ви потонули у цій глубокій віртуальній плазі та зневолили себе у в'язницю м'якості. Але це не є справжнім світом. Якщо ми маємо бажання змінити світ на краще, ми не можемо тікати до маленького світу фантазій назавжди. Час від часу ми маємо стикатися з правдою, та тільки з суворою правдою". Метт Брумфілд зазначає що вейпорвейв "розкриває несправжність попід утопічним близком пізнього капіталізму", а гардвейпоп "влаштовує пост-апокаліптичні рейви у непокору дистопії".
Журналіст видання Thump Роб Аркенд зазначив самоглузувальний аспект гардвейпору, яких є левовою часткою культури з такими назвами пісень "Long Live Hardvapour" та "Welcome to Hardvapour", які "відсилають рух до самого себе або глузують, як звук буде інтерпритовано онлайн (або заяви про його "смерть"), незважаючи на нескінченне розповсюдження .gif файлів та фото та відео."Кіберпанкові елементи також часто з'являються на гардвейпорових альбомах, наприклад Hacking For Freedom, іконографія яких отримала впливи з фільму The Matrix (1999) та альбом Visions проєкту Chinese Hackers та Жорсткий щойно випав сніг проєкту Bannik Krew, які містять аспекти кіберпанкових елементів відеоспостереження.
Колін Джойс зазначила, "На чолі напрямку знаходиться абсурдно профільний колектив та лейбл H.V.R.F. (скорочення від Hardvapour Resistance Front). Відповідно до їхньої сторінки на Bandcamp, лейбл знаходиться у Прип'яті, в Україні. Але це наврядчи є можливим, бо усе населення було евакуйовано після Чорнобильської катастрофи у 1986".

## Сприйняття
Гардвейпор було названо "цікавим" у статтях THUMP, британським журналом Dazed та німецьким вебсайтом новин Spiegel Online. Відповідно до Dazed, гардвейпор було критиковано багатьма слухачами вейпорвейву, наче він є "застарілим жартом" переважно завдяки "таємничим передісторіям", які мають майже всі релізи в цьому напрямку.
Відповідно до видання Halzer, використання несправжних Східноєвропейських ідентичностей деякими продюсерами також збирає негативні відгуки від деяких слухачів; користувачі сприймають це як "культурно-імпералістичну зарозумілість", пишучи, що музиканти "маскуються під людей з бідних, недемократичних, або навіть злиденних країн, аби тільки мати більш цікаве сприйняття". Як відповів Wolfenstein OS X на ці заяви, "Багато людей ваажають, що ми начебто глузуємо з мешканців тих країн, але я прагнув, щоб все це було навпаки — зробити все це соціально сприйнятливим, а ламану англійську перетворити на сприйнятливий, та навіть додати естетики для звучання її наче сленґу”.